# Гојко Иветић
Гојко Иветић (Горњи Казанци, 8. септембар 1946 — Београд, 2019) био је пуковник Војске Републике Српске. Био је командант 9. граховске лаке пјешадијске бригаде Војске Републике Српске.

## Биографија
Гимназију је завршио 1967. у Босанском Грахову, а Војну академију копнене војске, смјер пјешадија, 1971. у Београду. У ЈНА је службовао у гарнизонима Задар, Молат, Книн, Бенковац, Грахово, Дрвар, Београд. Завршио је курсеве за команданта пјешадијске бригаде за активне официре, курс за политички рад и политичку школу у Кумровцу. У ЈНА је вршио дужности: командир пратећег вода курса десетара, командир пешадијске чете, начелник општенародне одбране у команди пешадијског пука, помоћник за пропагандни рад и пропагандне послове у команди пјешадијске бригаде, команди мјешовитог противоклопног артиљеријског пука и команди позадинске базе, командант батаљона КЗР у ВПУ, начелник штаба бригаде, помоћник начелника за опште народне послове у команди корпуса. Службу у ЈНА завршио је на дужности начелника штаба, уједно замјеника команданта 180. моторизоване бригаде "Р" састава у Бенковцу, у чину потпуковника. У ВРС је био од њеног оснивања до пензионисања, 4. новембра 1996. Вршио је дужност командант 9. Граховске лаке пјешадијске бригаде, референт у органу за морал и верска питања у команди 2. Крајишког корпуса, помоћник начелника за опште народне послове у команди корпуса и командант Тактичке групе. Био је начелник рода пјешадије у Одјељењу за родове у команди 2. крајишког корпуса. У чин пуковника унапријеђен је 7. октобра 1993. У ратним дејствима био је ангажован од 17. августа 1990. до 14. децембра 1995. Пензионисан је 31. децембра 1996. по основу инвалидитета. Био је ожењен и отац једног дјетета.

## Одликовања
У ЈНА је одликован 
- Медаљом за војне заслуге,[1]
- Орденом народне армије са сребрном звијездом[1]  и
- Орденом за војне заслуге са златним мачевима[2]
- Медаља за храброст[2]
- Орденом рада са сребрним вијенцем.[1]